# ハンズ・アクロス・アメリカ
ハンズ・アクロス・アメリカ（英語: Hands Across America）は、1986年5月25日、15分間にわたり、アメリカ合衆国本土で人々が手をつないで人間の鎖をつくったチャリティー・イベントである。

## 歴史

### 発足
ハンズ・アクロス・アメリカが開催されるきっかけは、USAフォー・アフリカの「ウィ・アー・ザ・ワールド」（1985年）にある。6,000万ドル以上の収入を記録した同曲の成功を受けて、USAフォー・アフリカは、アメリカ合衆国のホームレスと飢えを救済するために、全国にわたって人間の鎖をつくるイベントの企画を立ち上げた。5,000万ドルから1億ドルの寄付金を集めることが目標に掲げられた。イベントの準備は1985年10月に始まった。700以上のスポンサーが協力に加わった。
このイベントのオーガナイズは、音楽マネージャーのケン・クレーゲンが手がけた。彼は「ウィ・アー・ザ・ワールド」の録音セッションの準備に携わった人物でもある。同曲の作詞・作曲に関わったライオネル・リッチーは彼のクライアントであった。

### テーマ曲
1986年3月28日、ヴォイシズ・オブ・アメリカの「ハンズ・アクロス・アメリカ」がシングルとして発売された。ジョー・セリサーノ、サンディー・ファリーナ、ニュー・ジャージー・マス・クワイアが歌を担当し、TOTOのメンバーがバッキング・バンドを務めた。ミュージック・ビデオには、ロビン・ウィリアムズ、ウーピー・ゴールドバーグ、キャスリーン・ターナー、バーブラ・ストライサンド、マイケル・ダグラス、C-3POなどが出演している。同曲のBillboard Hot 100での最高順位は第65位だった。

### 開催
1986年5月25日の太平洋夏時間の正午に、ハンズ・アクロス・アメリカのイベントが始まった。数百万の人々が15分間にわたって手をつなぎ、「ウィ・アー・ザ・ワールド」、「アメリカ・ザ・ビューティフル」、「ハンズ・アクロス・アメリカ」を歌った。
ハンズ・アクロス・アメリカの列は、ニューヨーク州からニュージャージー州、ペンシルベニア州、デラウェア州、メリーランド州、ワシントンD.C.、オハイオ州、インディアナ州、イリノイ州、ミズーリ州、テネシー州、ケンタッキー州、アーカンソー州、テキサス州、ニューメキシコ州、アリゾナ州、そしてカリフォルニア州まで、アメリカ合衆国の16州とワシントンD.C.にまたがった。
イベントの参加者数は、AP通信の調査によれば約4,924,000名、『タイム』によれば600万人以上とされている。人間の鎖の長さは4,152マイルに及んだ。いくつかの地域では、列が途切れる場所もあった。公式の列には選ばれなかった地域においても、同じ時刻に、それぞれが独自に人間の鎖をつくるなど、イベントに同調する動きが見られた。
ブルック・シールズ、ライザ・ミネリ、オノ・ヨーコ、ハリー・ベラフォンテ、ロナルド・レーガン、ナンシー・レーガン、ビル・クリントン、キャスリーン・ターナー、ウォルター・ペイトン、ジョージ・バーンズ、ダドリー・ムーア、リチャード・ドレイファスといった著名人も、このイベントに参加した。
ハンズ・アクロス・アメリカの列に加わる人は10ドルから35ドルを寄付し、見返りとして記念のTシャツを手に入れることができた。
このイベントを通じて3,400万ドルの寄付金が集まり、イベントをおこなうための経費を差し引いた1,500万ドルがチャリティーに充てられた。

## 大衆文化
2019年の映画『アス』では、アメリカ合衆国を象徴する事物の一つとして、ハンズ・アクロス・アメリカのイメージが繰り返し現れて、映画のプロットのなかで大きな役割を担っている。